# Pieter Jelles Troelstra

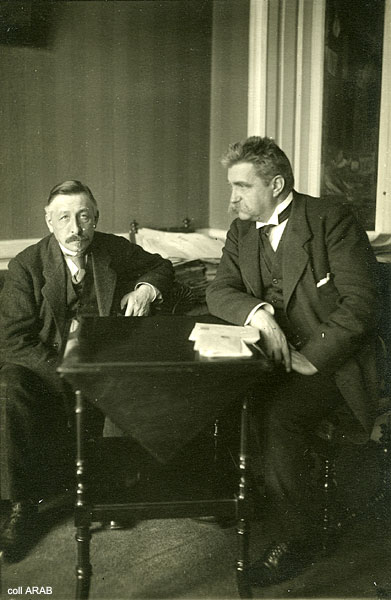
Troelstra (till vänster) tillsammans med Hjalmar Branting (1917).

Pieter Jelles Troelstra, född 20 april 1860 i Leeuwarden, död 12 maj 1930 i Haag, var en nederländsk politiker.
Troelstra studerade i Groningen juridik och frisisk litteratur, blev 1888 juris doktor samt därefter advokat i sin födelsestad och kom genom sin verksamhet som arbetarsakförare i strejkmål i nära kontakt med arbetarrörelsen. Han deltog livligt i agitationen för allmän rösträtt, flyttade 1893 till Amsterdam samt fick snart en framskjuten ställning bland det socialdemokratiska partiets ledande män. Troelstra, som i Utrecht utgav partiets första organ, en veckotidning "De Baanbreker", bildade 1894 tillsammans med Henri van Kol ett nytt socialdemokratiskt parti, Sociaal-Democratische arbeiderspartij, då det gamla, Sociaal-Democratischier bond, under anarkistisk påverkan året förut beslutat att ej deltaga i de politiska valen. Troelstra invaldes 1897 i Generalstaternas andra kammare. Som det nya partiets ledare koncentrerade han sin verksamhet på att genomdriva allmän rösträtt samt samarbetade i detta syfte vid valen med de liberala, vilken taktik vållade häftig opposition från ytterlighetsmännen inom partiet. 
Troelstra spelade en framträdande roll vid den stora politiska strejken 1903 och arbetade under första världskriget för obrottslig nederländsk neutralitet och åstadkommandet av samförståndsfred under påtryckning från den socialdemokratiska internationalen. I detta sistnämnda syfte tog han i april 1917 initiativet till förarbeten på att åstadkomma en internationell fredskonferens i Stockholm och ledde där tillsammans med Hjalmar Branting under sommaren den så kallade holländsk-skandinaviska kommitténs verksamhet för åstadkommandet av ett internationellt socialdemokratiskt fredsprogram. Han förmåddes oktober 1918 under påverkan av den tyska revolutionens framgång att söka förbereda en revolutionär strejkrörelse även i Nederländerna, men tvingades snart erkänna, att förutsättningarna därför saknades. 

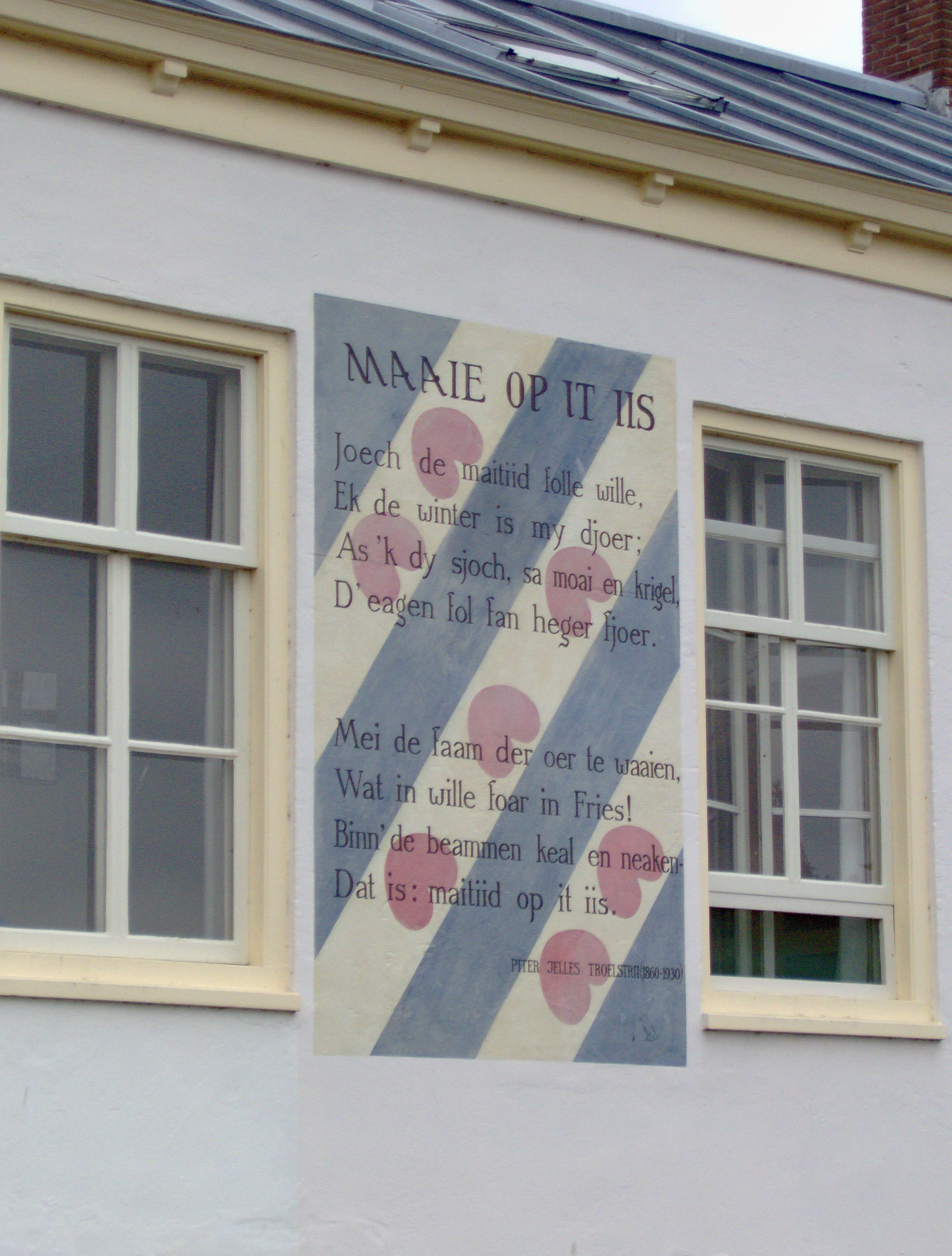
Troelstras frisiska dikt Maaie op it iis (Maj på isen) som väggdikt på Weddesteeg 4 i Leiden.

År 1919 var Troelstra, bland annat på konferenserna i Bern och Luzern, verksam för den socialdemokratiska internationalens återupplivande, varvid han gick rätt långt i med givanden åt Tredje internationalen. Hans arbete i fredssträvandenas tjänst och den tyskvänlighet, som han därunder visade, utsatte honom för häftiga angrepp i ententeländernas press. Han avgick 1 februari 1925 av hälsoskäl från huvudredaktörsposten i partiorganet "Het volk", som han innehaft i många år, och lämnade senare samma år även sin plats i Amsterdaminternationalens exekutivkommitté och presidiet i den socialistiska kammarfraktionen.
Troelstra framträdde i sin ungdom som frisisk diktare (bland annat med It jonge Fryslan, 1883, och Nyfrysk lieteboek, 1885) samt har utgav en mängd politiska skrifter, däribland De S.D.A.P. (1896), Woorden van vrouwen (1898), Van leed en strijd (1898) och In zake partijleiding (1906).